# Mary Riter Hamilton
Pour les articles homonymes, voir Hamilton.
Mary Riter Hamilton (1873–1954) est une artiste peintre canadienne, femme artiste pionnière dans son domaine.

## Biographie
Née en Ontario et élevée au Manitoba, Mary Riter Hamilton étudie l'art en Europe, notamment à l'Académie Vitti, avant de retourner au Canada. À la fin de la Première Guerre mondiale, elle effectue une mission auprès des amputés de guerre du Canada. Elle peint les champs de bataille pour un magazine destiné aux anciens combattants. Son apport à la documentation de la guerre est considérée comme particulièrement important.
En 1922, elle est promue officier de l'ordre des Palmes académiques.
En 1926, elle a fait don de 227 de ses toiles, pastels et dessins aux archives publiques du Canada.